# محافظة شرورة
محافظة شرورة هي إحدى محافظات منطقة نجران جنوب السعودية، وعاصمتها الإدارية مدينة شرورة.

## السكان
بلغ عدد سكان محافظة شرورة (100,199) نسمة حسب تعداد السعودية 2022، عدد السعوديين (67,950) نسمة، وعدد غير السعوديين (32,249) نسمة.
بلغ عدد سكان محافظة شرورة 85,977 نسمة حسب تعداد السكان بواسطة مصلحة الإحصاءات العامة والمعلومات عام 1431هـ.

## القرى والمراكز التابعة
تضم المحافظة مراكز:
- الوديعة.
- الأخاشيم.
- تماني.
- أم البراميل.
- القراين.
- قلمة خجيم.
- حمراء نثيل.
- بهجه.
- قلمة سلطان.
- أم الملح.
- مجه.
- أم غوير.

## التعليم
تتوفر بها العديد من المدارس الابتدائية والمتوسطة والثانوية 38 مدرسة للبنين و 46 مدرسة للبنات الغالبية منها في مبان حكومية، ومعهد علمي للبنين، وكلية العلوم والآداب للبنين والبنات وتتبع جامعة نجران، والمعهد المهني للبنين.